# إبسيلون (صاروخ)
إبسيلون (باليابانية: イプシロンロケット) صاروخ ياباني ذو وقود صلب مصمم لإطلاق الاقمار الصناعية العلمية وهو يمثل الجيل الجديد.

## الميزات الفنية للصاروخ
ويبلغ طول الصاروخ 24.4 مترا (مقارنة مع أكثر من 50 مترا لنموذجي مركبات H-II)، ووزنه 91 طنا، وتبلغ حمولته 1.2 طن متري (مقارنة ب 10 آلاف طن متري لمركبة H-IIA و16٫5 طن لمركبة H-IIB)، بتكلفة 37 مليون دولار أي نصف تكلفة صناعة الجيل السابق من الصواريخ  وهذه ميزة مهمة سيما وأن اليابان تسعى لتصبح لاعبا أكثر قدرة على المنافسة في سوق إطلاق الاقمار الصناعية العالمية. وقد كلفت عملية الإطلاق 5.3 بليون ين، وتأمل جاكسا في خفض هذا المبلغ إلى حوالي 3 مليارات ين.
ابسيلون هو صاروخ مكون من ثلاث طبقات مدعوم بمعززات تعمل بالوقود الصلب. مقارنة مع الوقود السائل المستخدم في الصواريخ الحاملة الفضائية من طراز H-IIA وH-IIA، والتي تعتبر من المركبات الرئيسية في أسطول الصواريخ الياباني على مدى العقد الماضي أو أكثر، في حين يعد ابسيلون مركبة صغيرة.
كما استخدمت جاكسا بشكل مكثف الذكاء الاصطناعي وأنظمة كمبيوتر أخرى في هذه المنصة الجديدة، مما سمح بتوظيف طاقم من الموظفين وبشكلٍ أصغر بكثير من الطواقم اللازمة لإطلاق صواريخ H-II. كما تم خفض الوقت اللازم لتحضير عملية الإطلاق لأسبوع واحد فقط، أي حوالي سدس الفترة اللازمة سابقا. وفي مقابلة في محطة جاكسا، يوضح الدكتور موريتا بالقول : نحن نخطط لزيادة تحسين الذكاء الاصطناعي للصاروخ بحيث يمكن التحكم بمتطلبات السلامة خلال الرحلة تلقائيا، والتحديد بشكل مستقل لكلٍ من المدار ونقطة التمركز، بالإضافة إلى خاصية التدمير الذاتي عندما يواجه الصاروخ شيئا غير عادي خلال الرحلة. وإذا ما استطعنا تحقيق ذلك، فلن يكون هناك حاجة لاستخدام رادار التتبع باهظ التكلفة، وسنكون قادرين على زيادة تبسيط المرافق في المحطة.

أُطلق الصاروخ في 14 سبتمبر 2013 من مركز أوشينورا الفضائي في مقاطعة كاتغوشيمتا جنوب اليابان ، وهو يحمل تلسكوباً لمراقبة المجموعة الشمسية من الفضاء، بعد أن علقت عملية اطلاقه في 27 أغسطس وذلك قبل 19 ثانية من بدء العد التنازلي بسبب عطل في الحاسوب. والتلسكوب الفضائي سبرينت ايه، هو التلسكوب الياباني الأول المخصص لمراقبة كواكب المجموعة الشمسية، وخاصة الزهرة والمريخ والمشتري، من مدار يبعد عن الأرض ما بين 950 و1150 كيلومتر 
هدف التطوير هو لخفض التكاليف بالمقارنة بين 37 مليون وبين تكلفة 70 مليون دولار أمريكي لإطلاق صاروخ أم 5 السابق أي ما يعادل نصف التكلفة.